# Pozdišovce
Pozdišovce – wieś (obec) na Słowacji położona w kraju koszyckim, w powiecie Michalovce. Pierwsze wzmianki o miejscowości pochodzą z roku 1315. 
Według danych z dnia 31 grudnia 2012, wieś zamieszkiwało 1279 osób, w tym 655 kobiet i 624 mężczyzn.
W 2001 roku rozkład populacji względem narodowości i przynależności etnicznej wyglądał następująco:
- Słowacy – 98,28%
- Czesi – 0,9%
- Romowie – 0,33%
- Rusini – 0,16%
- Ukraińcy – 0,16%
- Węgrzy – 0,08%

Ze względu na wyznawaną religię struktura mieszkańców kształtowała się w 2001 roku następująco:
- Katolicy rzymscy – 36,61%
- Grekokatolicy – 9,58%
- Ewangelicy – 32,6%
- Prawosławni – 15,32%
- Ateiści – 1,56%
- Przedstawiciele innych wyznań – 0,16%
- Nie podano – 0,25%